# Barbara Popović
Barbara Popović (Szkopje, 2000. augusztus 16. –) macedón gyermekénekesnő. Ő képviselte Macedóniát a 2013-as Junior Eurovíziós Dalfesztiválon Kijevben, az Ohrid i muzika című dallal, amivel az utolsó helyen végzett.

## Élete
Barbara Popović 2000. augusztus 16-án született a macedón fővárosban, Szkopjében.
Először hatévesen vett részt a Super Zvezda (magyarul: Szupersztár) című macedón zenei fesztiválon, utoljára pedig tízévesen. Több ismert macedón énekessel dolgozott együtt, többek között Kaliopival, Jovan Jovanovval, Darko Dimitrovval és Elena Risteskával. Kaliopi írta az egyik legismertebb dalát, ami a Bongiorno címet viseli.
Hatéves korában zongoraleckéket is vett egy zeneiskolában. Zongoratanáráról azt állítják, hogy ő „Macedónia legismertebb zongoraprofesszora”.

### 2013-as Junior Eurovíziós Dalfesztivál
Macedónia 2013-ban úgy döntött, hogy egy kihagyott év után visszatér a gyerekek eurovíziós versenyére. A macedón műsorsugárzó belső kiválasztással jelölte ki Barbara Popovićot az ország képviseletére. Versenydalát, mely az Ohrid i muzika (magyarul: Ohrid és a zene) címet viseli, ő maga írta, Kire Kostov zeneszerző és Ognem Nedelkovski dalszövegíró segítségével.
A kijevi versenyen előadott produkcióban három háttértáncos is közreműködött. Mindhárman az Eureka táncstúdió tanulói. A dal a tizenkét fős mezőnyben az utolsó helyet érte el mindössze 19 ponttal. Ez volt a második alkalom (2006 után), hogy Macedónia az utolsó helyen végzett.

## Fordítás
- Ez a szócikk részben vagy egészben  a   Barbara Popović című angol Wikipédia-szócikk ezen változatának fordításán alapul.  Az eredeti cikk szerkesztőit annak laptörténete sorolja fel. Ez a jelzés csupán a megfogalmazás eredetét és a szerzői jogokat jelzi, nem szolgál a cikkben szereplő információk forrásmegjelöléseként.